# Thyrsopteridaceae
Ver Pteridophyta para una introducción a las plantas vasculares sin semilla
Las tirsopteridáceas (nombre científico Thyrsopteridaceae), con su única especie Thyrsopteris elegans, son una familia de helechos arborescentes del orden Cyatheales, endémica de las islas Juan Fernández, utilizada en la moderna clasificación de Christenhusz et al. 2011 como en la anterior de Smith et al. 2006, 2008).

## Taxonomía
Introducción teórica en Taxonomía
La clasificación más actualizada es la de Christenhusz et al. 2011 (basada en Smith et al. 2006, 2008); que también provee una secuencia lineal de las licofitas y monilofitas.
- Familia 18. Thyrsopteridaceae C.Presl, Gefässbündel Farrn: 22, 38 (1847), como ‘Thyrsopterideae’.

1 género (Thyrsopteris). Referencias: Boodle (1915), Sen & Rahaman (1999).

### ClasificaciónsensuSmithet al.2006
Ubicación taxonómica: Plantae (clado), Viridiplantae, Streptophyta, Streptophytina, Embryophyta, Tracheophyta, Euphyllophyta, Monilophyta, Clase Polypodiopsida, Orden Cyatheales, Familia Thyrsopteridaceae, género Thyrsopteris, especie Thyrsopteris elegans. Familia de una sola especie.

## Caracteres
Con las características de Pteridophyta.
[cita requerida]Helecho arborescente de hasta 2,5 m de altura. Rizoma macizo que desarrolla un “tronco” grueso de hasta 20 cm de diámetro, cubierto de tricomas y restos de pecíolos caídos. Frondes de hasta 3,5 m de largo, agrupadas en el extremo del tallo; pecíolo acanalado por encima, cubierto por pelos café claro. Lámina estéril hasta 5-pinnada, deltoide, coriácea, pinnas glabras de hasta 30 cm de largo. En la base de las frondes se ubican 2 a 4 pares de pinas fértiles, divididas como las estériles pero sin lámina foliar, en los extremos están los soros globosos, abundantes, que asemejan un racimo. Indusio esférico, cuando maduran se abren por arriba (Gunckel 1984, Rodríguez 1995, Barrera 1997). En ensayos de propagación por esporas (Pérez-García et al. 1996-1997), la germinación comienza a los 20–25 días, y el desarrollo de la fase filamentosa es lento, y los esporófitos aparecen después de los 200 días a partir de la siembra. Naour 2004 también encuentra que la germinación comienza a los 18 días. En ambos ensayos, el porcentaje de germinación es menor al 50%.
Como descripto en Smith et al. 2006: Rizomas ascendentes a erectos, solenostélicos, con "runners", con un indumento de pelos pluricelulares duros. Hojas grandes (de 2 a 3,5 metros de longitud), láminas 3-5 pinadas. Los ejes de las láminas surcados en su cada adaxial. Venas libres. Las hojas fértiles son parcialmente dimórficas (los soros usualmente están restringidos a los segmentos proximales). Soros ubicados hacia el final de las venas. Los indusios externo e interno se fusionan para formar estructuras coposas asimétricas ("indusio cupuliforme"). Cada soro con un receptáculo columnar, clavado. Esporangios con anillo oblicuo. Esporas globosas-tetraédricas, con ángulos prominentes. Número cromosómico: x = ca. 78.

## Evolución
Se conocen muestras fósiles del Jurásico, de especies atribuibles al género, en Inglaterra, Spitzbergen y Amur, por lo cual este género habría tenido una distribución geográfica muy extensa hace 150 millones de años (Gunckel 1984). Tiene caracteres arcaicos considerándose un relicto de floras muy antiguas (Rodríguez 1989).

## Filogenia
Introducción teórica en Filogenia
Claramente relacionado con los demás helechos arborescentes, pero su posición filogenética dentro del grupo todavía es incierta (Korall et al. 2006).

## Ecología
Endémico de las Islas Juan Fernández.
Endémico, presente en las islas Robinson Crusoe y Alejandro Selkirk (Marticorena et al. 1998).
Thyrsopteris elegans es uno de los elementos característicos de la myrtisylva fernandeziana, bioma endémico del Archipiélago (Phillipe Danton com. pers. 2008).
Este helecho es parte importante del conjunto de helechos grandes, junto con Dicksonia, Blechnum, Lophosoria, Megalastrum, los que forman un tipo característico de vegetación del archipiélago, en los límites de bosques, pendientes abruptas, húmedos y mezclados con árboles en los bosques de altura en la isla Robinson Crusoe; y en límites de bosques y formaciones de helechos arbóreos en la Isla Alejandro Selkirk.
Isla Robinson Crusoe:
Los individuos de este helecho de porte arbóreo se distribuyen desde Sector de Puerto Francés a Cerro Chumacera, desde Quebrada Salsipuedes a Quebrada Juanango; también en Cerro Alto y cumbre del cerro el Yunque (Johow 1893, 1896, Christensen & Skottsberg 1922, Skottsberg 1952, Ricci 1996, Barrera 1997, Danton 2000).
Isla Alejandro Selkirk:
Las plantas se distribuyen en Toltén, Planos de Sánchez, Quebrada las Casas, Quebrada Las Vacas, Quebrada del Blindado, Quebrada Varadero, Quebrada La Lobería, Quebrada el Guatón, Quebrada la Ventana (Johow 1893, 1896, Christensen & Skottsberg 1922, Skottsberg 1952, Ricci 1996, Barrera 1997).
Tamaño poblacional estimado, abundancia relativa y estructura poblacional
Está presente en ambas islas, con menos de dos mil individuos, con poca regeneración natural, en su área de ocupación. (Ricci 2006). Por otro lado Philippe Danton com. pers. 2008 indica que: “la especie posee regeneración natural en ambas islas, es relativamente abundante, presente en muchos lugares, en cantidad (es una especie grande, bien visible), pero gravemente amenazada por el avance de plagas introducidas”.
Preferencias de hábitat de las especies (área de ocupación).
Isla Robinson Crusoe:
Los individuos crecen en zonas húmedas de la región boscosa, tanto de bosques de montaña alta como baja,  desde los 400 m.esd|m s. n. m.}}, en pendientes cercanas al agua y suelo rico en materia orgánica (Johow 1893, 1896, Christensen & Skottsberg 1917, 1922, Skottsberg 1952, Rodríguez 1995, Barrera 1997, Danton 2004)
Se estima un área de ocupación de 20 km²
Isla Alejandro Selkirk:
Común en los bosques de neblina y en los matorrales de Dicksonia externa, entre los 700 y 1100 m{esd|m s. n. m}} (Johow 1893, 1896, Christensen & Skottsberg 1922, Skottsberg 1917, 1952, Rodríguez 1995, Barrera 1997).
Se estima un área de ocupación de 15 km²
Para ambas islas, se estima un área de ocupación de 35km²
Principales amenazas actuales y potenciales
Esta especie está amenazada por:
El progreso de la zarzamora (Rubus ulmifolius), el maqui (Aristotelia chilensis) y la murtilla (Ugni molinae) que van ocupando su hábitat y en clara expansión, son la principal amenaza sobre la especie (Skottsberg 1956, Sanders et al. 1982, Matthei et al. 1983, Stuessy et al. 1984, Ricci 1989, Swenson et al. 1997, Stuessy et al. 1998, Greimler et al. 2002, Greimler et al. 2002 a,  Dirnböck et al. 2003, Cuevas & van Leersum 2001, Cuevas et al. 2004).
También deslizamientos de terreno por erosión producto de lluvias torrenciales (IREN CORFO 1982). E incendios provocados (Baeza et al. 1998).
Estado de conservación y protección
Todos los individuos observados se encuentran en el P. N. y Reserva de la Biosfera, Archipiélago de Juan Fernández.
Se ha catalogado como:
Vulnerable (WCMC 1988)
Fuera de peligro (Ricci 1989, 1990, 1992)
En peligro (Rodríguez 1995)
No amenazada (Ricci 1996)
En peligro (Barrera 1997)
Vulnerable ( Danton & Lesouef 1998)
En peligro (Baeza et al. 1998)
Rara o poco amenazada (Danton 1998, www.conaf.cl )
Vulnerable (Danton 2004)
Vulnerable C2a(i)  (Ricci 2006)
En Peligro (Danton 2006)
Propuesta de Clasificación
Este Comité, en reunión del 23 de abril de 2008, concluye que su Categoría de Conservación, según Reglamento de Clasificación de Especies Silvestres (RCE) es:
EN PELIGRO EN B1ab(iii)+2ab(iii)
Dado que:
B1 	-Extensión de presencia menor a 5.000 km² (se estimó en 50 km²).
B1a	-Existe en menos de 5 localidades (en 2, en Isla Robinson Crusoe y en Isla M. Alejandro Selkirk).
B1b(iii)	-Disminución proyectada en la calidad del hábitat, por la zarzamora (Rubus ulmifolius), el maqui (Aristotelia chilensis) y  la murtilla (Ugni molinae) que van ocupando su hábitat, en clara expansión, siendo la principal amenaza sobre la especie.
B2 	-Área de ocupación estimada en menos de 500 km² (se estimó en 35 km²).
B2a 	-Existe en menos de 5 localidades (en 2, en Isla Robinson Crusoe y en Isla M. Alejandro Selkirk).
B2b(iii)	-Disminución proyectada en la calidad del hábitat, por la zarzamora (Rubus ulmifolius), el maqui (Aristotelia chilensis) y  la murtilla (Ugni molinae) que van ocupando su hábitat, en clara expansión, siendo la principal amenaza sobre la especie.
De acuerdo a las categorías y criterios de la UICN, versión 3.1, la clasificación corresponde a la misma que la señalada anteriormente, esto es: EN PELIGRO EN B1ab(iii)+2ab(iii)